# Xã Goodrich, Quận Sheridan, Bắc Dakota
Xã Goodrich (tiếng Anh: Goodrich Township) là một xã thuộc quận Sheridan, tiểu bang Bắc Dakota, Hoa Kỳ. Năm 2010, dân số của xã này là 29 người.